# USS McFarland (DD-237)
Za druga plovila z istim imenom glejte USS McFarland.
USS McFarland (DD-237) je bil rušilec razreda Clemson v sestavi Vojne mornarice Združenih držav Amerike.
Rušilec je bil poimenovan po Johnu McFarlandu.